# 氯化亞錫
氯化錫(II)，化學式SnCl2，為白色固體。

## 製備
將錫溶於濃鹽酸中，再將溶液蒸發，製得無色針狀結晶SnCl2‧2H2O。反應式：
{\displaystyle \ Sn+2HCl\to SnCl_{2}+H_{2}\uparrow }

## 性質
溶於水中則水解生成鹼式氯化亞錫[Sn(OH)Cl]的白色沉澱。反應式：
{\displaystyle \ SnCl_{2}+H_{2}O\to Sn(OH)Cl+HCl}
但可完全溶解於酸性溶液之中，並能成功進行置換反應。
{\displaystyle \ SnCl_{2}(aq)+Zn\to Sn+ZnCl_{2}(aq)}
在酸性環境下易氧化成氯化錫(IV)，為強還原劑。主要用作化学试剂、有机锡合成原料、电镀塑料电镀的敏化剂、香料的稳定剂、食品添加剂印染助剂、农药中间体、有机合成催化剂等,包含檢驗王水中是否含黃金(通常用於冶煉工藝)之確認使用